# Јадова
Ријека Јадова је ријека у Лици, у Републици Хрватској. Извире у Горњој Плочи, а улијева се у ријеку Лику код Кулице.

## Одлике
У Горњој Плочи из малог планинског језера, подно Плочанског кланца, извире ријека Јадова, највећа притока ријеке Лике. Дужина ријеке Јадове је 41,2 km. Извире на надморској висини од 640 м. У самој Плочи ријека тече кривудаво у смјеру југа и замочварује околно земљиште између села Плоча и Враник гдје нагло мијења смјер према сјеверозападу обавијајући село Плоча и даље тече према Доњој Плочи и Могорићу. Путујући својим ријечним током кроз равно Бјелопоље и сјеверним рубним дијелом Личког поља, од истока према западу, Јадова повезује Плочу са селима: Могорић, Павловац, Завође, Вребац и Барлете, а код Кулице утјече у ријеку Лику.
Уз изворно језеро, у Јадову утјечу потоци са сјевера из Средње Горе, а из Мутилић села се у њу улијева поток Мутилић. У селу Враник у Јадову се улијева поток Грабовац. На подручју могорићког атара у Јадову утичу потоци Ковачица и Плочица. Ковачица је осјетно богатија водом од Плочице. На сјеверном дијелу Јадове, испод Средогорја, јављају се извори чија се вода слива према Јадови. Они су, међутим, кратког тока и у сушама већина пресушује. Када су падавине обилније и висок водостај, Јадова има пуно воде, али у сушнијим раздобљима, њен водостај је врло низак, зато и носи познати епитет Јаруга.

## Назив
Име је вјероватно добила по једном од народних предања. За вријеме турске владавине Плочом, односно Ликом, бег Алага Вребо је имао сина, који је често одлазио на обалу ријеке. Једног дана несрећни дјечак се утопио. Његова мајка је, наводно, сваког дана одлазила до ријеке и стално плакала и јадиковала (јадовала). Тако је по њеном јадовању ријека и добила данашње име — Јадова. Такође, по народном предању ова ријека се у далекој прошлости звала Милава. Плочани, као и мјештани села кроз која и протјече, чешће је зову Јаруга, него Јадова. Јаруга је зову јер за вријеме љетних сушних периода у њој нема воде.

## Рибе Јадове
Јадова је позната по двије ендемске врсте риба које има само у Јадови. То су Јадовски Пијор и Вијун познат у селу под именом Цијук зато што цијуче кад се извади из воде. Ту је још била и поточна пастрва, данас је скоро истребљена, можда се још нађе по који примјерак. Од осталих врста које су насељене су Сунчаница, Карас, Лињак, Клен, Жутоока, Црвенперка, Шаран и можда по која Калифорнијска Пастрва. Некада је било и ракова.
Јадовски вијун (лат. Cobitis jadovensis) отривен је 2006. године у ријеци Јадови, притоци ријеке Лике. Живи у изолованом станишту посебно осјетљивом на људски утицај. Вијун из Јадове је мала риба, дуга је до 10 цм витког издуженог тијела. Тијелом доминирају низови уздужних пјега. Живи само у овој ријеци. За сушног раздобља преживљава у подземљу.
У ријеци Јадови у Плочи живи ендемски јадовски пијор или гаовица (лат. Phoxinellus jadovensis), гдје је и откривен. Постоји и крбавски пијор (лат. Phoxinellus krbavensis) откривен је у Вуковој извор — пећини на подручју Крбавског поља. Пијори су дугачки од 7 до 10 cm и настањују уска подручја у сливовима динарских ријека, махом јадранског слива. Оба су, као и све гаовице, реликти, тј. преживјеле су геолошке и климатске промјене током серије ледених доба прије неколико стотина хиљада година. Те су их промјене ограничиле на уско подручје кршких ријека, а највећи дио године проводе у подземним водама с којима су те ријеке у вези. Кључни дио живота проводиле су у сезонским блатима која настају од потапања кршких поља. Изградње хидроцентрала и вјештачких језера увелико су онемогућиле природни круг живота гаовица.
Због љетних суша и пресушивања ријеке многе врсте изумиру, а љета постају све сушнија и топлија.